# Абу-ль-Фарадж аль-Исфахани
Абу́ль-Фа́радж Али́ ибн Хусе́йн аль-Исфаха́ни (араб. أبو الفرج الأصفهاني‎; 897, Исфахан — 21 ноября 967) — арабский писатель, учёный, музыкант. Составитель многотомной антологии арабской поэзии с VI по X века — «Книга песен» («Китаб аль-агани»).

## Биография
Его полное имя Абуль-Фарадж Али ибн Хусейн ибн Мухаммад ибн Ахмад аль-Умуи аль-Кураши аль-Исфахани. Родился в 897 году в одной из зажиточных семей Исфахана. Потомок Омейядов по линии халифа Марвана II ибн Мухаммад. Получил образование в Багдаде. Среди его учителей было много известных багдадских учёных начала X века.
Абуль-Фарадж аль-Исфахани занимался изучением арабской грамматики, просодии и метрики, лексикографии и поэтики. Обладал знаниями в литературе, астрологии, медицине и других науках. Работал секретарём и придворным поэтом у шиитской династии Буидов.

## Труды
Абуль-Фарадж аль-Исфахани написал около 30 сочинений, большинство из которых не сохранились. Оставил труды по древней истории, генеалогии, филологии и поэзии, а также диваны поэтов Абу Таммама, аль-Бухтури и Абу Нуваса.
- «Книга песен» включает произведения и биографии поэтов, а также сведения о композиторах, исполнителях[4]. Автор посвятил 50 лет написанию этой книги[2].
- В «Книге путешествий» («Китаб ад-диярат») Абу-ль-Фарадж аль-Исфахани собрал все стихотворения и анекдоты за период с 786 по 902 годы[3].
- «Книга об убиении Талибитов» — исторический труд.